# Opisthoncus polyphemus
Opisthoncus polyphemus är en spindelart som först beskrevs av Koch L. 1867.  Opisthoncus polyphemus ingår i släktet Opisthoncus och familjen hoppspindlar. Inga underarter finns listade i Catalogue of Life.